# Кафедральный собор Рейкьявика
Кафедральный собор Рейкьявика (исл. Dómkirkjan í Reykjavík) — главная церковь Рейкьявика, в которой находится кафедра епископа Церкви Исландии. Здание расположено в самом центре исландской столицы. Церковь была построена в 1787 году. В 1847 году собор был перестроен, здесь была установлена крестильная купель работы скульптора Бертеля Торвальдсена.